# Huperzia taxifolia
Huperzia taxifolia là một loài thực vật có mạch trong Họ Thạch tùng. Loài này được (Sw.) Trevis. mô tả khoa học đầu tiên năm 1874.